# Tanya Donelly
Tanya Donelly (Newport, Rhode Island, 14 juli 1966) is een Amerikaanse zanger/songwriter en gitariste.
Samen met haar stiefzus Kristin Hersh richt ze in 1981 Throwing Muses op, aanvankelijk The Muses genaamd.
Begin jaren 90 van de twintigste eeuw verlaat zij Throwing Muses en is ze kortstondig betrokken bij de The Breeders.
In december 1991 richt ze de band Belly op. Die gaat in 1996 uit elkaar, waarna ze zich richt op haar solocarrière. In 2016 komt Belly weer bij elkaar, volgen er nieuwe concerten en in 2018 een nieuwe CD.

## Discografie
- Sliding & Diving (EP, 1996)
- Lovesongs for Underdogs (1997)
- Beautysleep (2002)
- Whiskey Tango Ghosts (2004)
- This Hungry Life (oktober 2006)

- Bibliothèque nationale de France: cb14044776p (data)
- Gemeinsame Normdatei: 135150531
- International Standard Name Identifier: 0000 0001 1476 1554
- Library of Congress Control Number: no98001489
- MusicBrainz: 478e2b34-bda3-48c8-81e4-77efac91f3ec
- Nationale Bibliotheek van Tsjechië: js20020923022
- Virtual International Authority File: 84223783
- WorldCat: E39PBJfMjRxP3XMPcHVChqyKh3